# Coraza musculada

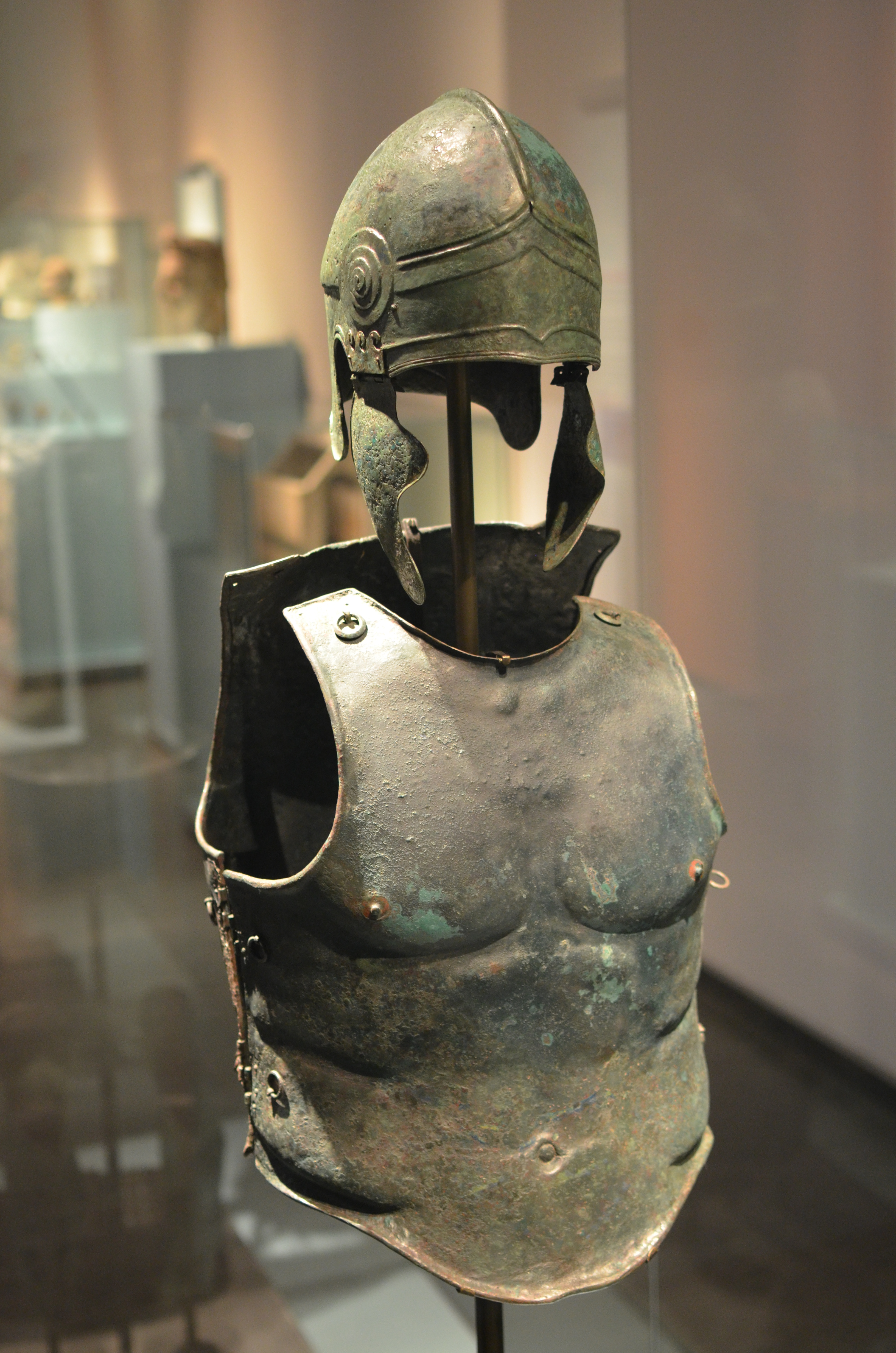
Panoplia griega de bronce con coraza musculada procedente del sur de Italia, 340-330 a. C.

En la antigüedad clásica, la coraza o armadura musculada (en latín: lorica musculata), anatómica, o heroica es un tipo de coraza hecha para adaptarse al torso del usuario y diseñada para imitar un físico humano masculino idealizado. Apareció por primera vez en la Grecia arcaica tardía y se generalizó a lo largo de los siglos V y IV a. Originalmente se fabricaba en placas de bronce martillado, aunque también se utilizó cuero hervido. Se representa comúnmente en el arte griego y romano, donde es usada por generales, emperadores y deidades.
En la escultura romana, la coraza musculada suele estar muy ornamentada con escenas mitológicas. Los hallazgos arqueológicos de corazas relativamente sin adornos, así como su representación por artistas en escenas militares, indican que se usaban versiones más simples en situaciones de combate. La anatomía de las corazas musculadas destinadas a su uso puede ser realista o reducirse a un diseño abstracto; las corazas fantásticamente ilustradas que llevaban dioses y emperadores en las estatuas romanas suelen incorporar pezones y ombligo realistas dentro de la escena representada.

## Uso

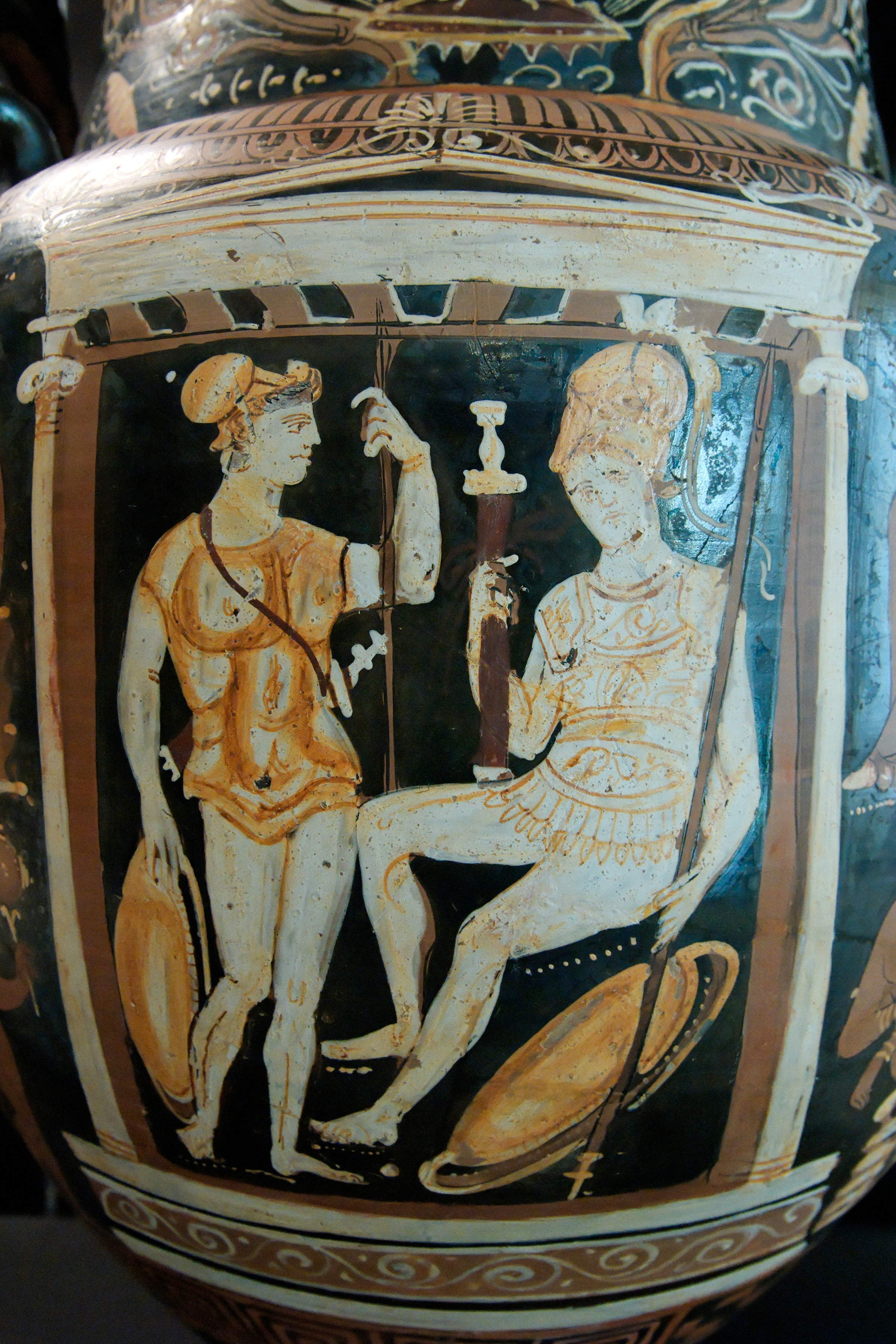
Corazas musculares en un jarrón de Apulia (c. 325 a. C.)

Las corazas se fundían en dos piezas, la delantera y la trasera, y luego se martillaban. Eran una evolución de las primeras corazas arcaicas en forma de campana, que pesaban alrededor de 25 libras. Se han encontrado ejemplos del siglo V a. C. en tumbas de los tracios, cuyos soldados de caballería las portaban. La representación más antigua que se conserva en la escultura griega parece ser un ejemplo del torso de un guerrero escultórico encontrado en la Acrópolis de Atenas y que data alrededor del 470-460 a. C. La coraza musculada también está representada en la cerámica ática de figuras rojas, que data alrededor del 530 a. C. y finales del siglo III a. C.
Aproximadamente entre el 475 y el 450 a. C. la coraza musculada era más corta, cubría menos parte del abdomen y estaba más ceñida en la cintura que en ejemplos posteriores. Se llevaba sobre un chitoniskos. En el arte neoático, la coraza musculada se llevaba sobre un quitón más largo.
La coraza musculada italiana carecía de las hombreras que se encuentran en los ejemplos griegos. Los ejemplos entre los samnitas y los oscos dibujan un torso en forma de bloque de manera más tosca que las piezas griegas, que tenían una anatomía más realista. Muchos ejemplos provienen de tumbas en Campania, Etruria y otras partes del sur de Italia.
Polibio omite la coraza musculada en su descripción de los tipos de armadura usada por el ejército romano, pero los hallazgos arqueológicos y las representaciones artísticas sugieren que fue usada en combate. El monumento a Emilio Paulo en Delfos muestra a dos soldados de infantería romanos vistiendo cotas de malla junto a tres que llevan corazas musculadas. Las usaban principalmente los oficiales y es posible que fueran de cuero moldeado además de metal, con flecos de cuero (pteruges) en las sisas y el borde inferior. La coraza musculada es uno de los elementos que distinguía el "uniforme" de un oficial de rango superior.

## Cualidades artísticas

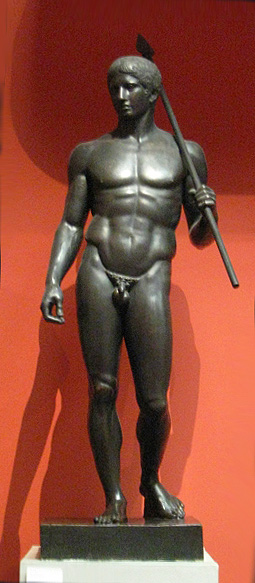
El Doríforo de Policleto

### Cuirasse esthétique
La réplica escultórica del cuerpo humano en la coraza musculada puede estar inspirada en el concepto de desnudez heroica, y el desarrollo de este tipo de corazas se ha relacionado con el retrato idealizado del cuerpo masculino en el arte griego. Kenneth Clark atribuye a Policleto el desarrollo de una musculatura estándar idealizada, variada según los hechos de la naturaleza:
Policleto se propuso perfeccionar la estructura interna del torso. Reconoció que permitió la creación de una unidad escultórica en la que la posición de las jorobas y los huecos evoca algo de memoria y, sin embargo, puede armonizarse mediante variación y énfasis. Existe el comienzo de tal sistema en el torso de Miletos y el del Critio juvenil; pero el control de la arquitectura muscular por parte de Policleto era evidentemente mucho más riguroso, y de él deriva esa esquematización estándar del torso conocida en francés como "cuirasse esthétique", una disposición de los músculos tan formalizada que de hecho se utilizó en el diseño. de armadura y se convirtieron para el cuerpo heroico en las máscaras de la escena antigua. La cuirasse esthétique, que tanto deleitó a los artistas del Renacimiento, es una de las características del arte antiguo que más ha contribuido a alienar el gusto moderno... Pero... podemos ver en ciertas réplicas que esta originalmente fue una construcción de gran potencia. Tal es la copia del Doryphoros de los Uffizi.

### Decoración

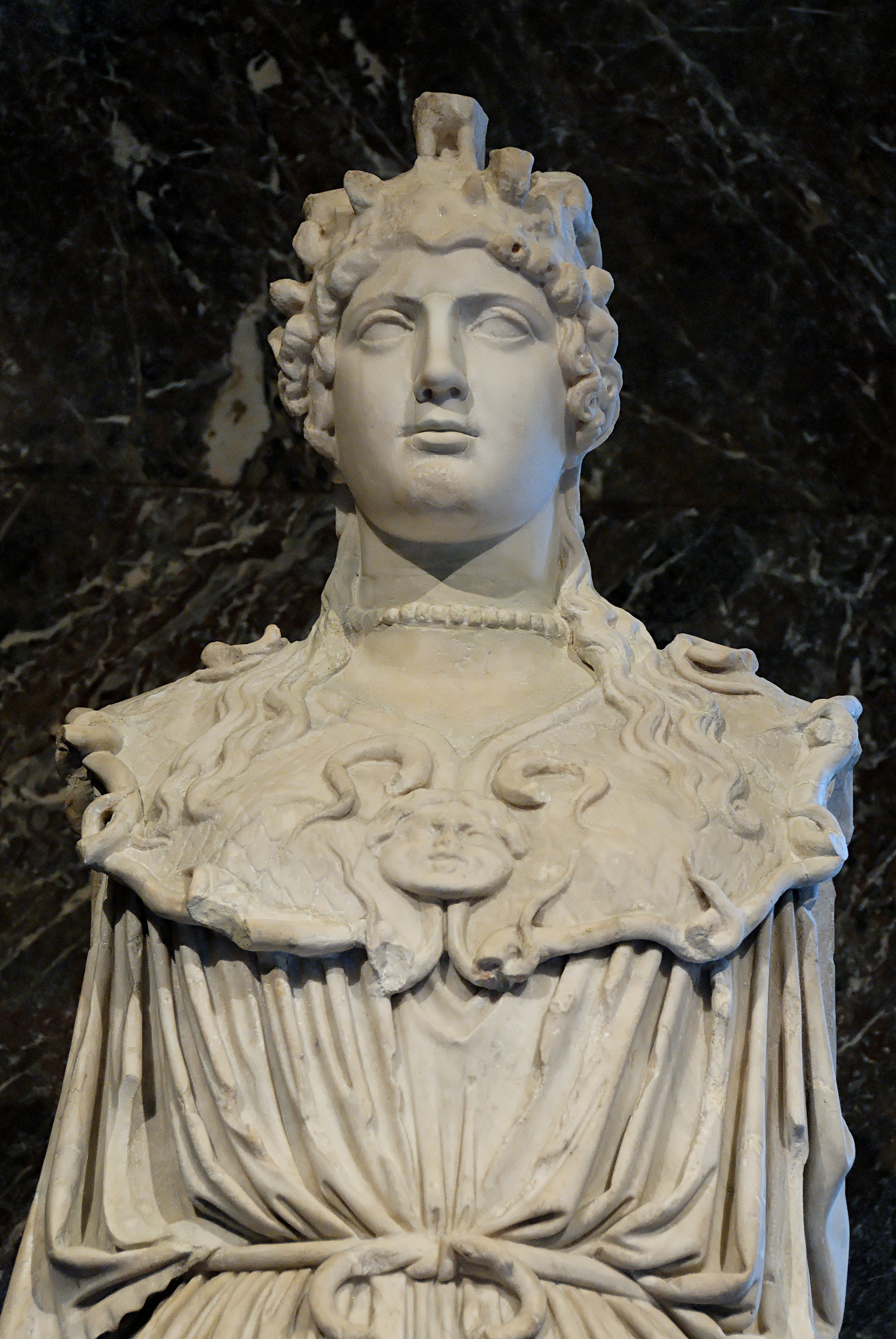
Gorgoneion en una Atenea Partenos

Los gobernantes helenísticos añadieron emblemas divinos, como rayos, a los pteruges.
Otra decoración convencional es el gorgoneion, o cabeza de Medusa, en la parte superior del pecho, y a menudo motivos vegetativos en los pectorales. Uno de los elementos iconográficos que identifican a la Atenea griega y a la Minerva romana, diosas que encarnaban el lado estratégico de la guerra, era un peto que portaba un gorgoneion. Otras deidades, en particular los dioses de la guerra Ares y Marte, podrían representarse con corazas musculadas.

### Emperadores romanos
Entre las esculturas unipersonales que representan a emperadores romanos, un tipo común muestra al emperador vistiendo una coraza musculada sumamente ornamentada, a menudo con una escena mitológicas. Figuras como victorias aladas, enemigos derrotados y virtudes personificadas representan al emperador como amo del mundo. Disposiciones simbólicas así de elaboradas nunca aparecen en las corazas griegas.

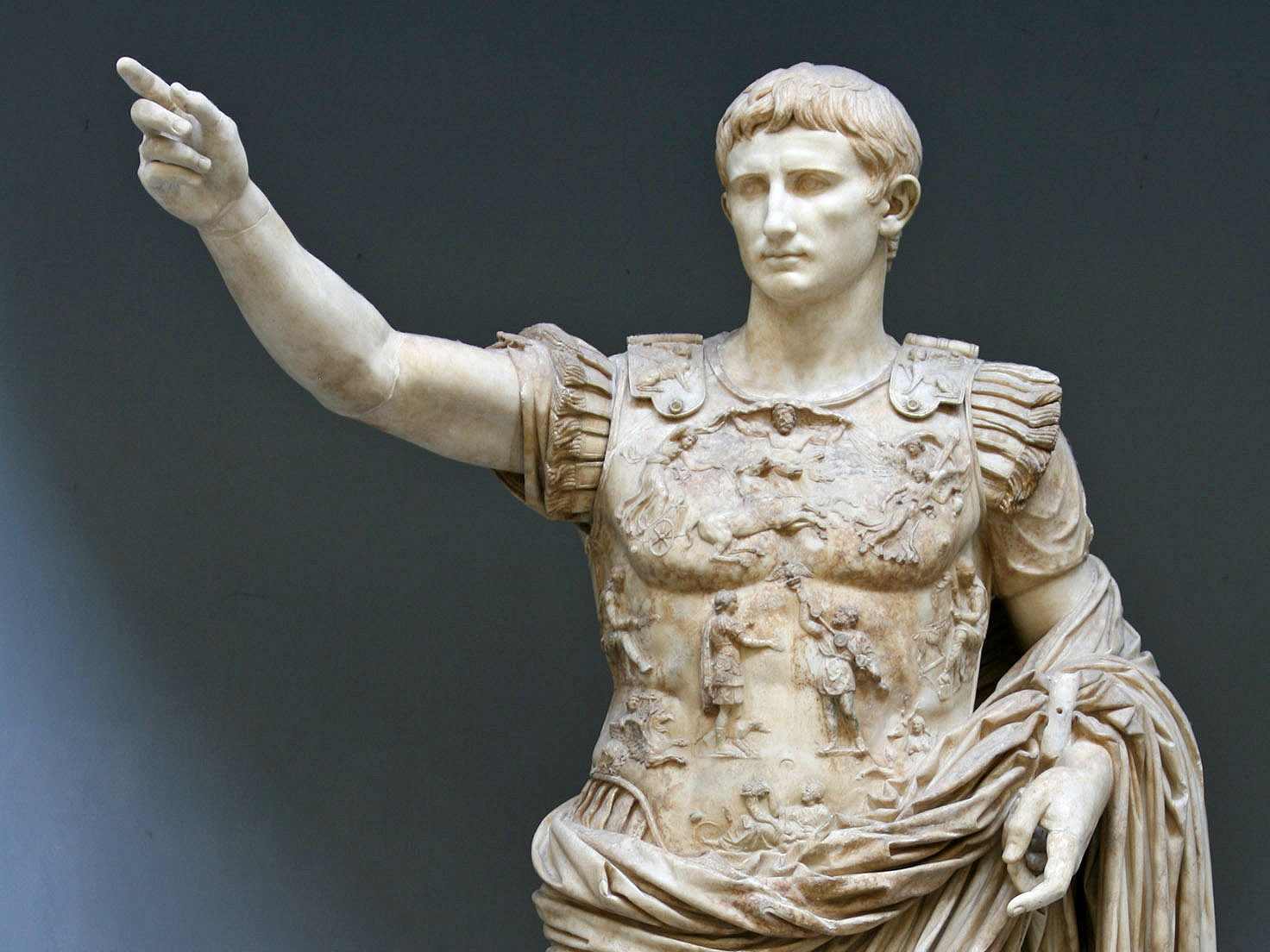
Detalle del pectoral de Augusto de Prima Porta

La coraza del famoso Augusto de Prima Porta está particularmente ornamentada. En el centro, un oficial romano está a punto de recibir un estandarte militar romano (aquila) de manos de un "bárbaro" barbudo que parece ser un parto. El romano, que tiene un perro a su lado, suele identificarse como un joven Tiberio, y la escena suele leerse como el regreso en el año 20 a. C. de los estandartes perdidos en la batalla de Carras en el 53 a. C. El ombligo anatómicamente realista está colocado entre las dos figuras centrales, ligeramente por debajo del nivel del suelo en relación con los pies y centrado sobre la personificación de la Tierra, colocada sobre el abdomen. Su posición reclinada, su cornucopia y la presencia de bebés lactantes es común a otras diosas del arte augusto que representan la paz y la prosperidad. Otras figuras incluyen un Apolo tocando la lira montado en un grifo, Diana sobre el lomo de una cierva y la cuadriga del Sol en la parte superior.